# 1 Księga Machabejska
Pierwsza Księga Machabejska – księga historyczna, zaliczana przez część chrześcijan (katolicy, prawosławni, koptowie) do deuterokanonicznych ksiąg Starego Testamentu. Natomiast nieuznawana za kanoniczną przez żydów oraz anglikanów i protestantów. Protestanci uznają księgę za apokryf. Współczesny judaizm uznaje walory historyczne księgi, jednak nie nadaje jej statusu dzieła stricte religijnego.

## Przekaz, język i autorstwo
Uważa się, że Pierwsza Księga Machabejska została napisana po hebrajsku przez żydowskiego autora w niepodległym Państwie Machabeuszy w drugiej połowie II wieku p.n.e.. Język hebrajski jako tekst oryginału mają poświadczać liczne idiomy. Nie zachował się jednak hebrajski tekst księgi. Pełny tekst księgi zachował się w języku greckim, a przekazuje go Septuaginta. Wśród rękopisów Septuaginty tekst dzieła zachował się w trzech kodeksach uncjalnych: Kodeksie Synajskim, Kodeksie Aleksandryjskim, Kodeksie Weneckim oraz około trzydziestu minuskułach. O istnieniu oryginalnego tekstu hebrajskiego daje świadectwo Orygenes. W Prologus Galeatus Hieronim ze Strydonu Pierwszą Księgę Machabejską uważa za hebrajską, zaś Drugą za oryginał grecki, o czym ma świadczyć jej styl.
Niektórzy badacze datują powstanie księgi na lata bezpośrednio następujące po opisywanych wydarzeniach. Jeśli przyjmie się późną datację, znajomość wydarzeń historycznych może wynikać z dostępu do wiarygodnych opisów, wykorzystania źródeł z pierwszej ręki. Biblia jerozolimska datuje Pierwszą Księgę Machabejską na lata po roku 134 p.n.e., ale przed zdobyciem Jerozolimy przez Pompejusza w 63 p.n.e. Nie wiadomo, kto jest autorem mającego 16 rozdziałów dzieła. Zapewne był to pobożny Żyd z Ziemi Świętej, który być może był świadkiem opisywanych wydarzeń. Autor wykazuje się znajomością geografii Palestyny. Zdarzenia nie są opisywane jako cudowne interwencje Boga, ale raczej jako posłużenie się przez Boga geniuszem militarnym Machabeuszy dla osiągnięcia Bożych celów.

## Forma literacka
Narracja prowadzona jest głównie prozą. W tekście znajduje się jednak siedem fragmentów poetyckich, naśladujących poezję biblijną: cztery lamentacje i trzy hymny.

## Treść
Księga opisuje dzieje Judei pod panowaniem hellenistycznego Imperium Seleucydów, półtora wieku po podboju Lewantu przez Aleksandra Macedońskiego. Władca Antioch IV Epifanes starał się odwieść Żydów od zachowywania podstawowych przepisów Prawa Mojżeszowego. Żydzi odpowiedzieli powstaniem przeciwko dominacji Seleucydów. Historia opowiedziana w księdze obejmuje okres od 175 do 134 roku p.n.e. Autor księgi starał się uwypuklić rolę rodziny Matatiasza Hasmoneusza, w szczególności jego synów: Judy, Jonatana i Szymona oraz syna tego ostatniego, tzn. Jana Hirkana I. I Księga Machabejska przytacza listę diaspor żydowskich, które w tym czasie istniały w basenie Morza Śródziemnego.
W pierwszym rozdziale powiedziane zostaje, że Aleksander Wielki zaanektował terytorium Judei, a w swoim czasie zastąpił go Antioch IV Epifanes. Po sukcesach militarnych w Egipcie Antioch zdobył Jerozolimę i zrabował naczynia święte ze Świątyni Jerozolimskiej, uprowadzając przy tym wielu Żydów. Na Judę nałożone zostały podatki, a w Jerozolimie wzniesiona forteca Akra.
By zwiększyć swoje wpływy w Palestynie, Antioch zakazał publicznego zachowywania przepisów prawa żydowskiego. Nastąpiła desakralizacja świątyni poprzez ustawienie w niej „ohydy spustoszenia”. Wiązało się to z wprowadzeniem rytów pogańskich lub składaniem nieczystych ofiar na ołtarzu w miejscu świętym. Obrzezywanie i posiadanie ksiąg świętych zostało zakazane pod karą śmierci. Władca zakazał również obchodzenia szabatu i składania żydowskich ofiar w świątyni. Zobowiązał przywódców ludu do złożenia ofiar pogańskim bóstwom. Chociaż obowiązek ofiar dotyczył tylko wysoko postawionych, dla przykładu zabijano także zwykłych obywateli, by wprowadzić atmosferę terroru. Polityka Seleucydów miała doprowadzić do hellenizacji Judy. W Jerozolimie wzniesiono gimnazjon, na terenie którego obrzezanie stawałoby się widoczne, gdyż gromadzący się w nim uprawiali sporty w negliżu. Autor księgi zaznaczył, iż było wielu Żydów, którzy przyjmowali kulturę grecką. Niektórzy usuwali nawet znak obrzezania, by uchodzić za prawdziwych Greków.
Matatiasz wezwał Żydów do wierności tradycji Izraela i do opowiedzenia się przeciwko hellenizatorom. Wraz ze swymi trzema synami rozpoczął działania zbrojne. Po tym jak poplecznicy Antiocha zabili tysiąc Żydów, którzy ze względu na nadejście pory szabatu zaniechali walki, podjęto decyzję o wspólnym niezachowywaniu nakazu odpoczynku szabatniego w sytuacji ekstremalnej. W 165 odbito teren świątyni i ponownie ją poświęcono. Z tej okazji Juda Machabeusz ustanowił święto Chanuka. By pozbyć się Greków z Palestyny, Juda szukał sprzymierzeńców w Republice rzymskiej. Następca Judy Jonatan, który został najwyższym kapłanem, również zabiegał o przymierze z Rzymianami, odnawiając sojusz z królem Sparty Areusem I. Szymon Machabejczyk był już nie tylko arcykapłanem, ale również i księciem Izraela. Matatiasz i jego następcy uważani są za przedstawicieli dynastii hasmonejskiej, której prawowierność podawana jest w wątpliwość, gdyż nie byli potomkami króla Dawida. Szymon został zamordowany przez agentów Ptolemeusza, syna Abubosa, oficjalnego gubernatora mianowanego przez Seleucydów. Następcą Szymona był jego syn Jan Hirkan.

## Nazwa
Nazwa Machabeusz w języku hebrajskim oznacza tyle co „młot”. Właściwie przydomkiem tym Pismo Święte określa pierwszego przywódcę powstania, tzn. Judę, którego ataki były mocne jak uderzenie młota. Następnie przydomek przeszedł również na pozostałych braci.

## Chronologia wydarzeń przedstawionych w dziele

### Matatiasz i wybuch powstania machabejskiego

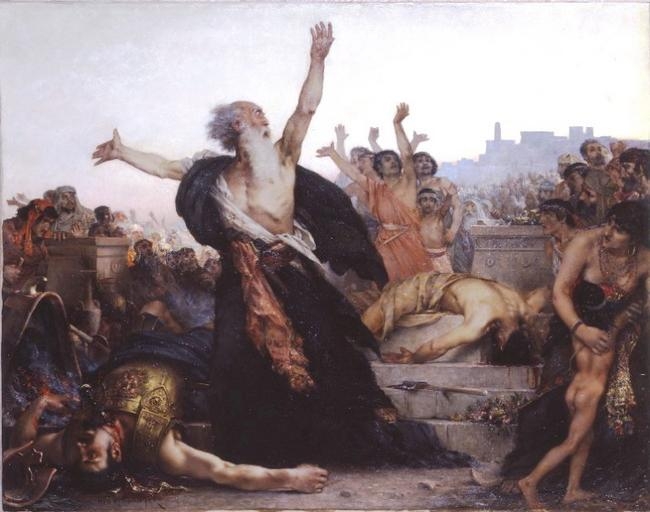
Matatiasz w Modin, Henri-Camille Danger

| Wydarzenie/fakt                            | 1 Mch   |
| ------------------------------------------ | ------- |
| Aleksander Wielki i jego następcy          | 1,1-9   |
| helleniści w Jerozolimie                   | 1,10-15 |
| wyprawa Antiocha IV na Egipt               | 1,16-19 |
| pierwszy rabunek w Świątyni Jerozolimskiej | 1,20-24 |
| zburzenie Jerozolimy                       | 1,29-32 |
| Akra                                       | 1,33-40 |
| dekret Antiocha IV Epifanesa               | 1,41-64 |
| Matatiasz i jego synowie                   | 2,1-26  |
| wybuch powstania                           | 2,27-32 |
| pierwsze walki                             | 2,32-38 |
| działalność Matatiasza                     | 2,39-48 |
| śmierć Matatiasza                          | 2,49-70 |

### Działalność Judy Machabeusza

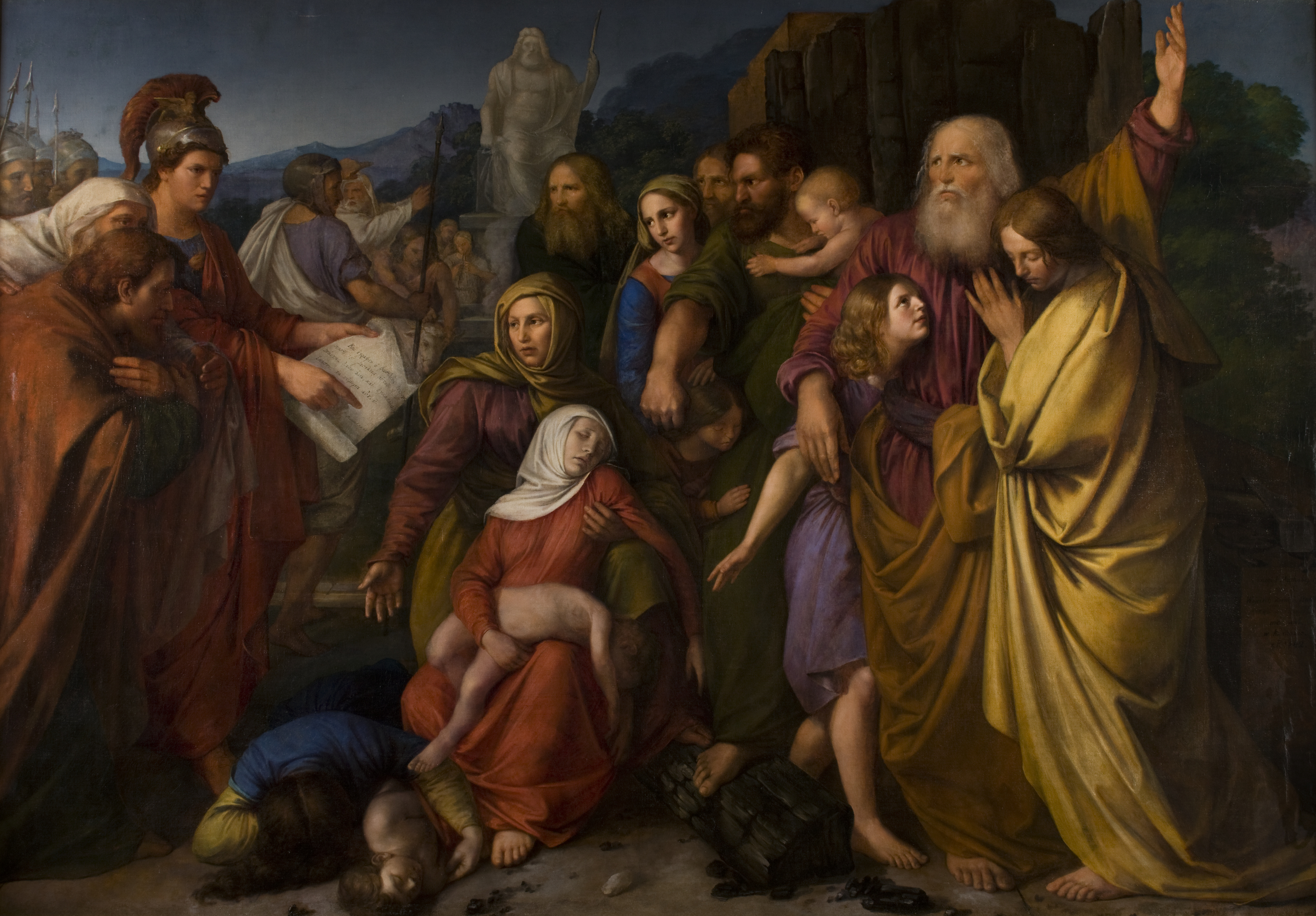
Machabeusze, Wojciech Stattler, 1842

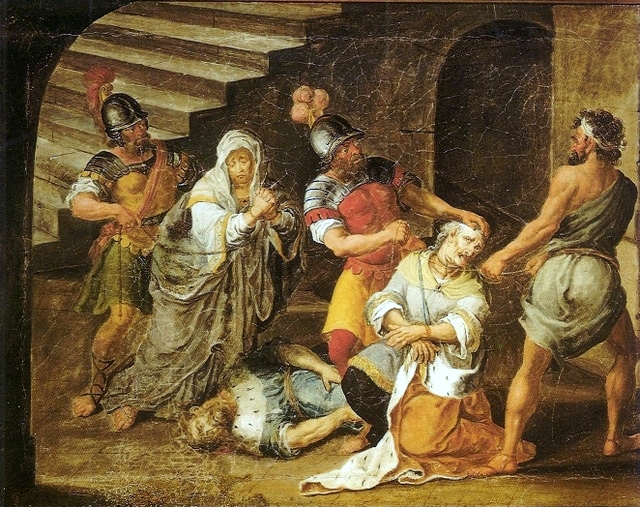
Śmierć Judy Machabeusza, José Teófilo de Jesus

| Wydarzenie/fakt                                 | 1 Mch   |
| ----------------------------------------------- | ------- |
| zwycięstwo nad Apoloniuszem                     | 3,10-12 |
| zwycięstwo nad Seronem                          | 3,13-24 |
| przygotowania Antiocha IV do wyprawy na wschód  | 3,27-37 |
| przygotowania do bitwy z Nikanorem i Gorgiaszem | 3,42-60 |
| klęska Gorgiasza                                | 4,1-25  |
| klęska Lizjasza                                 | 4,26-35 |
| oczyszczenie świątyni                           | 4,36-61 |
| walki z sąsiednimi narodami                     | 5,1-8   |
| walki w Galilei i Gileadzie                     | 5,9-54  |
| nieposłuszeństwo Józefa i Azariasza             | 5,55-62 |
| wyprawa przeciw Idumejczykom i Filistynom       | 5,63-68 |
| śmierć króla Antiocha IV Epifanesa              | 6,1-13  |
| Antioch V Eupator a Juda Machabeusz             | 6,14-27 |
| bitwa pod Bet-Zacharia                          | 6,28-47 |
| oblężenie świątyni w Jerozolimie                | 6,48-63 |
| Demetriusz I Soter                              | 7,1-4   |
| Alkimos i Bakchides w Judei                     | 7,5-24  |
| Nikanor w Judei                                 | 7,25-50 |
| wieści o Rzymianach                             | 8,1-16  |
| przymierze Judy z Rzymianami                    | 8,17-32 |
| śmierć Judy Machabeusza                         | 9,1-22  |

### Działalność Jonatana
| Wydarzenie/fakt                                                | 1 Mch    |
| -------------------------------------------------------------- | -------- |
| Jonatan wodzem                                                 | 9,23-31  |
| ucieczka Jonatana i zemsta na Nabatejczykach                   | 9,32-42  |
| bitwa u brzegów Jordanu                                        | 9,43-49  |
| fortyfikacje Bakchidesa                                        | 9,50-53  |
| śmierć Alkimosa                                                | 9,54-57  |
| ostatni napad Bakchidesa                                       | 9,58-73  |
| Demetriusz I i Aleksander Balas zabiegają o sojusz z Jonatanem | 10,1-21  |
| list Demetriusza i jego śmierć                                 | 10,22-50 |
| małżeństwo Aleksandra i Kleopatry                              | 10,51-66 |
| walka Jonatana z Apoloniuszem                                  | 10,67-89 |
| koniec panowania Aleksandra Balasa                             | 11,1-18  |
| pojednanie się Jonatana z Demetriuszem II                      | 11,19-37 |
| poparcie dla Demetriusza ze strony Jonatana                    | 11,38-53 |
| Antioch VI i walki Jonatana w jego sprawie                     | 11,54-74 |
| przymierze z Rzymem i Spartą                                   | 12,1-23  |
| dalsze walki Jonatana i Szymona                                | 12,24-34 |
| odbudowa miast Judei                                           | 12,35-38 |
| podstęp Tryfona                                                | 12,39-53 |

### Działalność Szymona
| Wydarzenie/fakt                      | 1 Mch       |
| ------------------------------------ | ----------- |
| Szymon wodzem                        | 13,1-11     |
| Szymon wypiera Tryfona z Judei       | 13,12-22    |
| śmierć Jonatana                      | 13,23-24    |
| grobowiec Machabeuszów               | 13,25-30    |
| ogłoszenie niezależności Judei       | 13,31-42    |
| zdobycie Gezer i Akry                | 13,43-52    |
| Demetriusz II w niewoli              | 14,1-15     |
| kolejne przymierze z Rzymem i Spartą | 14,16-24    |
| dokument ku czci Szymona             | 14,25-49    |
| Antioch VII Sidetes królem           | 15,1-14     |
| powrót poselstwa z Rzymu             | 15,15-24    |
| Antioch VII przeciwko Szymonowi      | 15,25-36    |
| wyprawa Kendebajosa przeciwko Judei  | 15,37-16,10 |
| śmierć Szymona                       | 16,11-24    |